# Sheij al-mahshi
El sheij al-maḥshī (شيخ المحشي 'Rey de los rellenos') es un plato popular en el Oriente Medio que consiste en berenjenas o calabacines rellenos de carne de cordero picada y frutos secos, bañados en una salsa de yogur (el original) o de tomate (derivado). También es conocido como محشي الكوسة باللبن ('calabacines rellenos con laban'). Tiene su origen durante la era otomana, y desde Turquía se difundió al Levante, Irán, los Balcanes, Azerbaiyán y el Norte de África. Ciertas fuentes apuntan a un origen iraquí, aunque la procedencia turca es más probable ya que todo el mundo árabe fue una vez parte del gran imperio turco. Su acompañamiento tradicional es el arroz con fideos.
Por su combinación de sabores y laboriosa preparación, este es uno de los platos más apreciados en el mundo árabe. Esa estima se refleja en su nombre: sheij quiere decir 'jeque', es decir, se considera una «comida de jeques». A diferencia del kusa mahshi, el relleno prescinde completamente de arroz, y en su lugar se rellena con ingredientes más lujosos: carne y piñones. Este plato requiere mucha elaboración, por lo que se considera un honor para los invitados cuando en una casa se les sirve.
Cuenta la leyenda popular que este plato se le sirvió a un sultán turco que al probarlo, quedó tan maravillado por su sabor que se desmayó. Por ello, los turcos conocieron el plato como imam bayıldı ('el sultán desmayado'). Cuando se difundió el plato por Oriente Medio, los árabes poco a poco sustituyeron el relleno de verduras por carne y un poco de cebolla, dotando de categoría al plato. En Siria, Palestina, Jordania, Egipto y los países del Golfo se usan principalmente calabacines, mientras que en El Líbano se prefieren las berenjenas.

## Preparación
Idealmente, se van a usar hortalizas de pequeño tamaño, ya que las grandes son difíciles de vaciar, y requieren mucho relleno. Si sólo se dispone de grandes, es mejor partirlas por la mitad. Aunque menos conocidas, también hay recetas que usan tomates.
El relleno se empieza tostando ligeramente las almendras o piñones. Aparte, se cocina una cebolla picada a fuego lento. Luego se agrega la carne picada y se condimenta con las especias al gusto de cada hogar: canela, pimienta negra, etc. y sal. Finalmente, se mezcla la carne con el fruto seco.  
En Oriente Medio existe un utensilio de cocina específico para el vaciado de verduras, llamado en árabe حفارات الكوسا (hafārat kūsā) o معورة كوسا (maʿwarat kūsā) y «sacacorazones» en español. Con otro utensilio se corre el riesgo de romper la piel de la verdura y por lo tanto hacerla inservible.
Una vez vaciados todos los calabacines, se rellenan. Finalmente, los calabacines se doran ligeramente en samneh (mantequilla clarificada).
Otro asunto complicado es hacer la salsa de yogur sin que se corte. Se deben mezclar harina, con yogur natural (griego) y agua, y calentarlo en la olla sin dejar de remover. A los cocineros primerizos se les recomienda agregar huevo o una mezcla de huevo y harina, con lo que se logrará estabilizar la salsa y que no se corte. También sirve almidón o fécula para que espese. Finalmente se meten los calabacines rellenos en la salsa de yogur, y se cuecen un rato. Sírvase con arroz.

Variantes
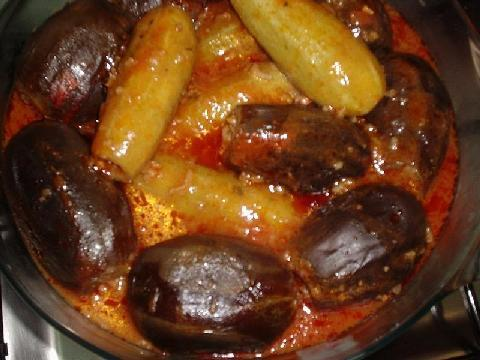
Sheij al-mahshi de calabacines y berenjenas en salsa de tomate
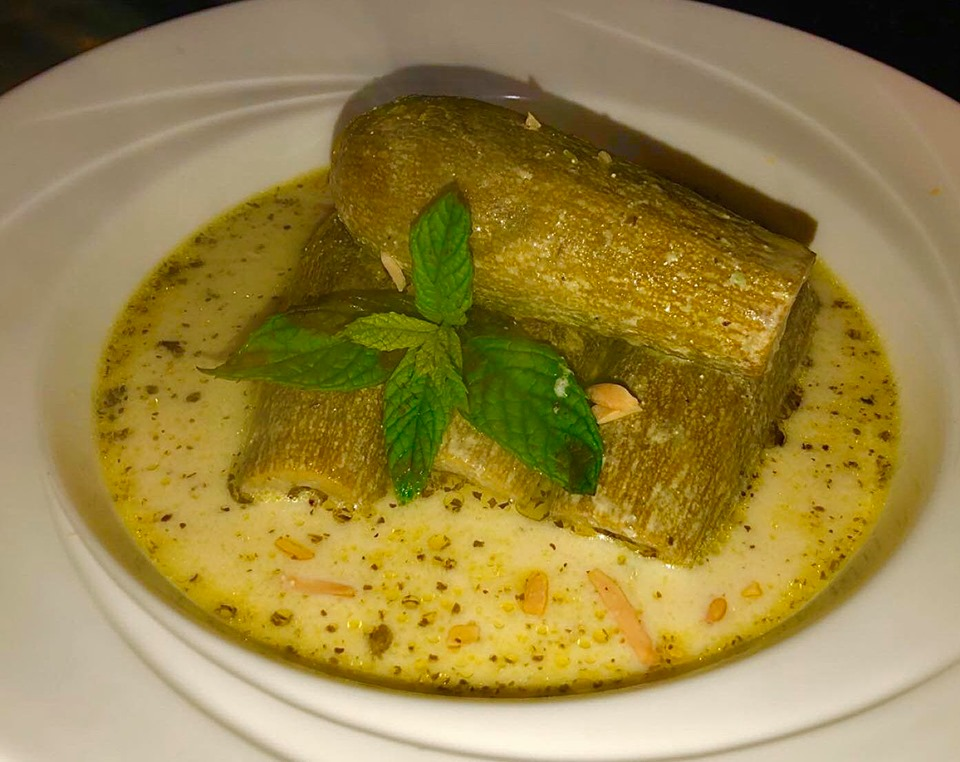
Sheij al-mahshi de calabacines en salsa de yogur